# Veľká Stožka
Veľká Stožka byla národní přírodní rezervace v oblasti Muráňská planina. Nacházela se v katastrálním území obcí Muráň, Heľpa a Závadka nad Hronom v okrese Brezno, okrese Revúca v Banskobystrickém kraji. Území bylo vyhlášeno či novelizováno v letech 1965, 1993 na rozloze 259,2100 ha. Rozloha ochranného pásma byla stanovena na 98,7800 ha.
Národní přírodní rezervace byla k 1. říjnu 2022 zrušena a území bylo zařazeno do systému zón národního parku Muráňská planina.